# Levier
Levier község (település) Franciaország Burgundia-Franche-Comté régiójában, Doubs megyében. Új községként 2017. január 1-jén jött létre a korábbi Levier és Labergement-du-Navois község egyesítésével.
Lakosainak száma 2345 fő (2022. január 1.). Levier Montmahoux, Déservillers, Gevresin, Villeneuve-d’Amont, Villers-sous-Chalamont, Boujailles, Septfontaines, Chapelle-d’Huin, Amathay-Vésigneux, Reugney és Bolandoz községekkel határos.

## Népesség
A település népességének változása:
| Lakosok száma | 2161 | 2183 | 2202 | 2236 | 2269 | 2287 | 2345 |
|               | 2015 | 2017 | 2018 | 2019 | 2020 | 2021 | 2022 |